# Gesellschaft für Qualitätsmanagement in der Gesundheitsversorgung
Die Gesellschaft für Qualitätsmanagement in der Gesundheitsversorgung (GQMG) versteht sich als Netzwerk für alle Menschen, die an der Qualität in Einrichtungen der Gesundheitsversorgung arbeiten. 

## Ziele und Aufgaben
Die GQMG beschreibt ihre Ziele und Aufgaben wie folgt:
- Gestaltung von Qualitätskultur mit Blick auf Patienten, Mitarbeiterinnen und Wirtschaftlichkeit
- Forum für wissenschaftlichen Diskurs und Positionierung zu Qualität und Patientensicherheit
- Netzwerk für Akteure des Qualitäts- und Risikomanagements.

## Aktivitäten
Arbeitsgruppen
Die AGs bilden eine wesentliche Arbeitsebene der Gesellschaft. Zu ihren jeweiligen thematischen Schwerpunkten erstellen die AGs Positionspapiere, die die Diskussion der Gruppe zusammenfassen und weiteren Diskurs anregen wollen
GQMG-Arbeitsgruppen (Stand 1. Oktober 2024):
- Ambulante Prozesse
- Audit und Auditerfahrungen
- Digitalisierung und Qualitätsmanagement
- Kennzahlen und externe Qualitätsvergleiche
- Kommunikation im Qualitäts- und Risikomanagement
- Qualitätsmanagement in der Aus-, Fort- und Weiterbildung
- Qualitätsmanagement in der Rehabilitation
- Risikomanagement

Veranstaltungen
Die GQMG richtet Fortbildungsveranstaltungen, wissenschaftliche Symposien und eine Jahrestagung aus.

## Veröffentlichungen
Die Gesellschaft veröffentlicht Stellungnahmen zu Vorgehensweisen, Maßnahmen und Standards in ihrem Fachgebiet.

## Geschichte
Die GQMG wurde 1993 gegründet und ist seit 2002 Mitglied der AWMF.
Vorsitzende seit 1993
| Jahr      | Vorsitzende des EbM-Netzwerks |
| --------- | ----------------------------- |
| 1993–1997 | Hans-Konrad Selbmann          |
| 1997–2001 | Christian Köck                |
| 2001–2007 | Matthias Schrappe             |
| 2007–2011 | Maria Eberlein-Gonska         |
| 2011–2015 | Brigitte Sens                 |
| 2015–2017 | Ralf Waßmuth                  |
| 2017–2021 | Jens Maschmann                |
| 2021–     | Heidemarie Haeske-Seeberg     |